# Yoloxochio
Yoloxochio är en ort i Mexiko.   Den ligger i kommunen Zongolica och delstaten Veracruz, i den sydöstra delen av landet, 260 km öster om huvudstaden Mexico City. Yoloxochio ligger 698 meter över havet och antalet invånare är 409.
Terrängen runt Yoloxochio är kuperad åt nordost, men åt sydväst är den bergig. Runt Yoloxochio är det ganska tätbefolkat, med 222 invånare per kvadratkilometer. Närmaste större samhälle är Cosolapa, 18,2 km öster om Yoloxochio. I omgivningarna runt Yoloxochio växer i huvudsak städsegrön lövskog.